# Dutchbat

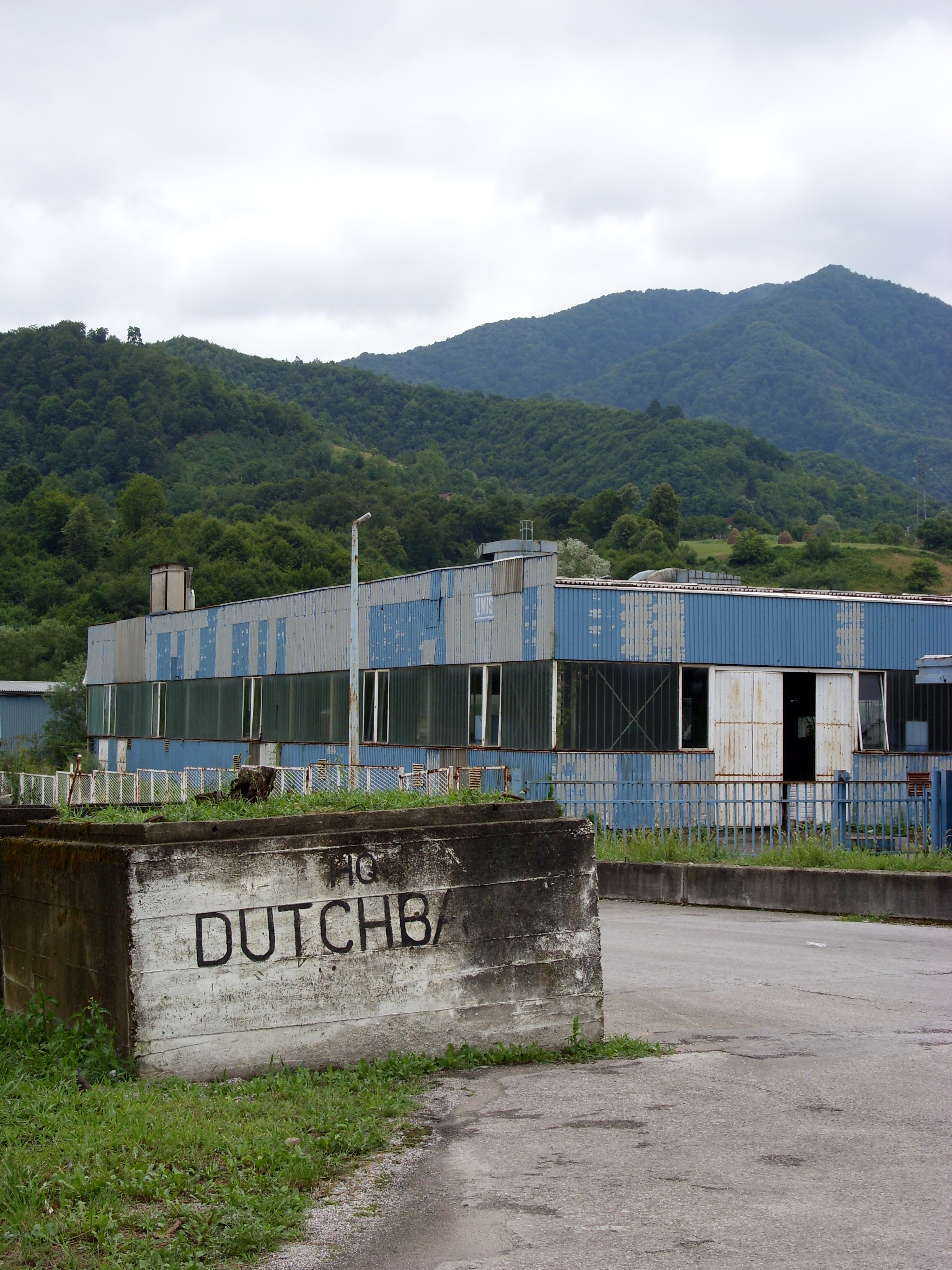
Gelände des früheren niederländischen Bataillons (Dutchbat) in Potočari.

Das Dutchbat, das Dutch Air Mobile Battalion (englisch ‚Niederländisches luftbewegliches Bataillon‘), war das niederländische Kontingent für die United Nations Protection Force (UNPROFOR) während des Jugoslawienkrieges ab 1994 und der EUFOR-Operation Althea 2006.
Die Einheiten Dutchbat I bis III waren mit dem Schutz der UN-Schutzzone von Srebrenica beauftragt. Während des Einsatzes von Dutchbat III kam es zum Massaker von Srebrenica durch serbische Einheiten der Armee der Republika Srpska (VRS), bei dem im Juli 1995 über 8000 muslimische Bosniaken – vor allem Männer und Jungen zwischen 12 und 77 Jahren – getötet wurden.
Dutchbat IV nahm an der EUFOR Operation Althea im Jahr 2004 teil.

## Aufgabe

### Dutchbat I–III
Die Aufgabe der Dutchbat I bis III war es, die UN-Schutzzone von Srebrenica und die darin wohnende bosnische Zivilbevölkerung zu schützen. Die Schutzzone war aufgrund der Resolution 819 des UN-Sicherheitsrats vom 16. April 1993 eingerichtet worden, da das Gebiet um die Schutzzone durch die Armee der Republika Srpska besetzt worden war. Jeder Angriff auf Srebrenica und jede andere feindliche Handlung gegenüber dieser Schutzzone müsse unterbleiben.
Der Sicherheitsrat unterstrich den Status Srebrenicas als Sicherheitszone am 6. Mai 1993 durch Resolution 824 und am 4. Juni 1993 durch Resolution 836. Letztere gestattete dabei die Anwendung von Waffengewalt durch UNPROFOR-Soldaten für Zwecke der Selbstverteidigung. Kampfhandlungen sollten nur durch Einheiten der Operation Deny Flight der NATO vollzogen werden.
Gemäß ihrer Aufgabe war Dutchbat I–III nur mit leichten Waffen, darunter auch Panzerabwehrwaffen (TOW) und geländegängigen Fahrzeugen und 27 gepanzerten Mannschaftstransportwagen mit Maschinengewehren bewaffnet.

### Dutchbat IV
Das Ziel der Operation Althea ist, durch militärische Präsenz zu einem sicheren Umfeld beizutragen, in dem das Dayton-Abkommen umgesetzt werden kann. Gewaltausbrüche der ehemaligen Konfliktparteien sollen verhindert und die nationalen und internationalen Akteuren in die Lage versetzt werden, ihre Aufgaben zu erfüllen.
Zusätzlich unterstützt EUFOR den Internationalen Strafgerichtshof für das ehemalige Jugoslawien, unter anderem bei der Festnahme von mutmaßlichen Kriegsverbrechern.

## Geschichte

### UN-Schutzzone Srebrenica
Nach der UN-Resolution zur Aufstellung der UNPROFOR verpflichteten sich die Niederlande, ein Kontingent mit bis zu 600 Mann zu entsenden. Am 18. April 1993 lösten die ersten 170 UNPROFOR-Soldaten, hauptsächlich Kanadier, die zunächst eingesetzten Franzosen in Srebrenica ab. Ihr Hauptquartier wurde in einer Fabrik bei Potočari, innerhalb der UN-Schutzzone von Srebrenica, eingerichtet. Das Bataillon schuf 30 Beobachtungsposten in und am Rand der UN-Schutzzone Srebrenica, von denen aus das Gebiet kontrolliert werden sollte.
Die ersten niederländischen Einheiten, Dutchbat I, trafen im März 1994 in ihrem Operationsgebiet im Osten Bosnien und Herzegowinas ein.
Auf die Einrichtung der Schutzzone Srebrenica folgte eine Phase der relativen Stabilität. Anzahl und Schwere der Gefechte gingen zurück. Dennoch wurden die Befriedung der Schutzzone und ein Schutz ihrer Bewohner nicht vollständig erreicht. Nach Blauhelm-Angaben gelang die geforderte Demilitarisierung der bosniakischen Einheiten innerhalb der Enklave weitgehend. Die Bosniaken widersetzten sich aber einer vollständigen Entwaffnung. Die bosnisch-serbischen Einheiten verweigerten die Demilitarisierungsbestimmungen vollständig. Immer wieder beschwerten sich Bosniaken über Angriffe der bosnischen Serben. Die bosnisch-serbische Armee erschwerte und blockierte außerdem Hilfskonvois, die für Srebrenica vorgesehen waren. Die Lage der Bevölkerung in der Schutzzone blieb trotz der relativen Stabilität kritisch.
Im Frühjahr 1995 wurden immer mehr Hilfskonvois für Srebrenica durch bosnisch-serbische Verbände blockiert. Wenn Angehörige der UNPROFOR die Schutzzone Srebrenica verließen, um Material- und Lebensmittelnachschub für ihre Truppe zu organisieren, wurde ihnen anschließend die Rückkehr in die Schutzzone durch bosnisch-serbische Einheiten verweigert. Auf diese Weise sank die Zahl der niederländischen Blauhelme in der Schutzzone von anfänglich 600 auf ca. 450 bis 400.

#### Einmarsch der Serben

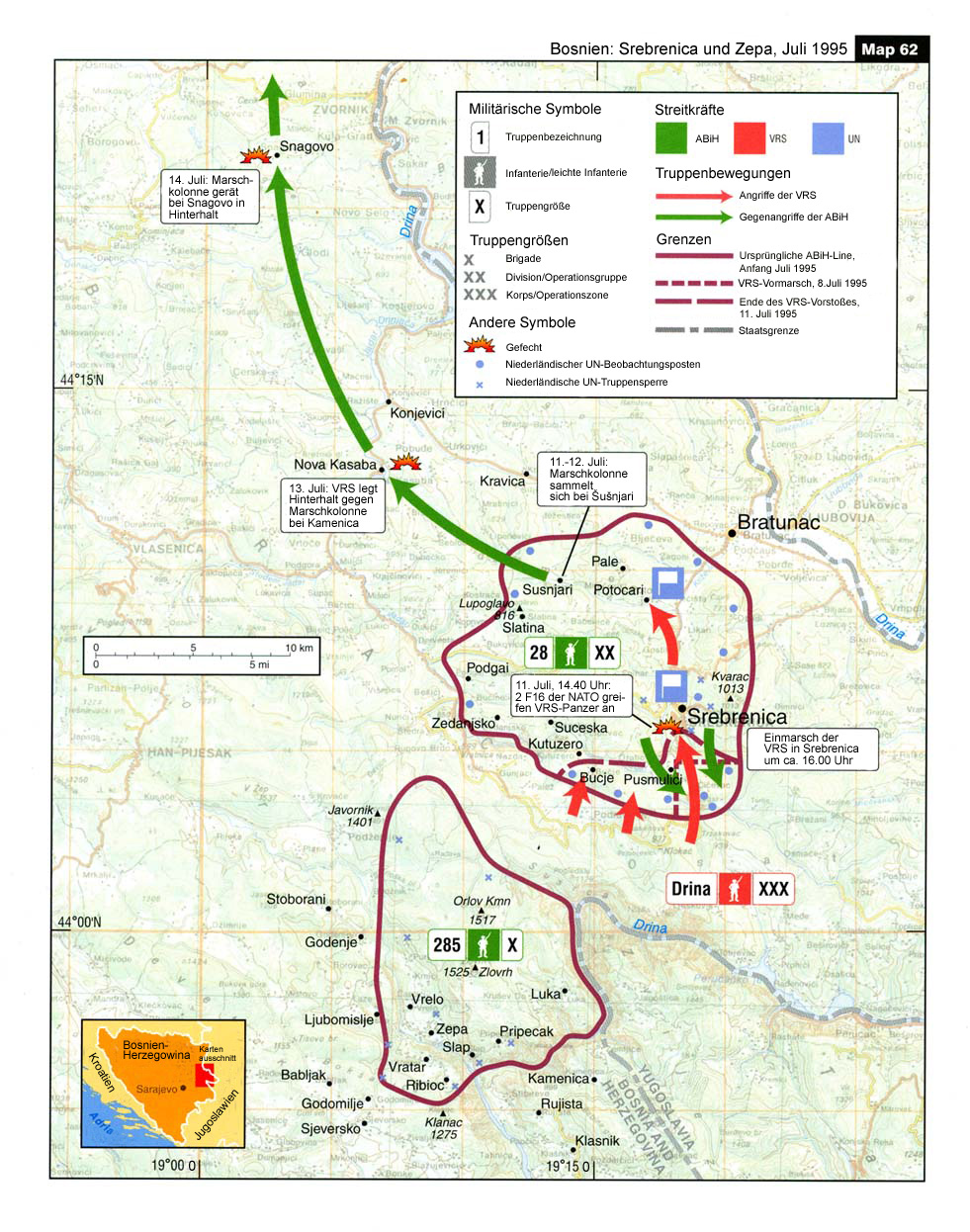
Karte der militärischen Aktivitäten während des Massakers von Srebrenica

Das etwa fünfzehntausend Mann starke Drina-Korps der bosnisch-serbischen Armee und die Paramilitärs marschierten im Juli 1995 aus südlicher Richtung in die Schutzzone ein und übernahmen die Checkpoints des Dutchbats. Am 9. Juli waren sie nur noch einen Kilometer von der Stadtgrenze entfernt. Widerstand von bosniakischen Truppen oder UNPROFOR-Einheiten blieb fast völlig aus. Das Dutchbat war militärisch unterlegen und es fehlte die Erlaubnis für den Einsatz von Waffengewalt für die Durchsetzung des Auftrags.
In Anbetracht dieser Eskalation forderte der Kommandant der „Blauhelme“, Thomas Karremans, mehrfach NATO-Luftunterstützung an. Umfassende Luftunterstützung blieb aus. Zwei Flugzeuge der NATO bombardierten einen Panzer der bosnischen Serben und setzten diesen außer Gefecht. Sofort darauf drohten die bosnischen Serben, bei Fortsetzung von NATO-Luftangriffen würden sie die UNPROFOR-Soldaten, die sie bereits als Geiseln interniert hatten, ermorden. Ferner würden sie die zusammengedrängten Flüchtlingsmassen gezielt unter Beschuss nehmen. Daraufhin wurden alle Bemühungen eingestellt, die eindringenden bosnisch-serbischen Truppen durch Luftangriffe zu stoppen.

#### Massaker von Srebrenica
Nachdem die bosnisch-serbischen Einheiten die Kontrolle in Srebrenica übernommen hatten, flohen tausende der bosniakischen Einwohner nach Potočari, um dort auf dem Gelände der Blauhelme Schutz zu suchen. Am Abend des 11. Juli 1995 befanden sich in Potočari ca. 20.000 bis 25.000 bosniakische Flüchtlinge.
Seit den Morgenstunden des 12. Juli begannen die bosnisch-serbischen Kräfte damit, Männer aus der Masse der Flüchtlinge auszusondern und an separaten Plätzen – in einer Zink-Fabrik und einem Gebäude mit dem Namen „Weißes Haus“ – festzuhalten. Die Busse, die die Frauen, Kinder und Älteren nach Kladanj transportierten, wurden auf dem Weg dorthin von bosnisch-serbischem Militär gestoppt und nach Männern durchsucht. Wurden dabei welche entdeckt, wurden diese abgeführt.
Am 12. und 13. Juli wurden die Kinder und weiblichen Flüchtlinge in bosniakisch kontrolliertes Gebiet in der Nähe von Kladanj verbracht. Die niederländischen Blauhelm-Soldaten versuchten die Busse zu eskortieren, was ihnen nur beim ersten Konvoi gelang. Bosnisch-serbische Einheiten hinderten sie bei den nachfolgenden Konvois daran. Die Fahrzeuge wurden den UN-Soldaten mit Waffengewalt abgenommen.
Am Abend des 13. Juli befand sich kein Bosniake mehr in Potočari. Am 14. Juli entdeckten die UN-Soldaten auf ihren Erkundungsgängen in der Stadt Srebrenica nicht einen lebenden Bosniaken.
Durch die Selektion, die Internierung und den späteren Abtransport wurden die Ausgesonderten jedem Schutz durch UNPROFOR entzogen. Auf Fragen von Blauhelm-Soldaten nach dem Grund für die Selektionen antworteten bosnisch-serbische Soldaten mit dem Vorwand, man suche nach Personen, die Kriegsverbrechen begangen haben.
Die bosniakischen Männer, die in Potočari von den Frauen, Kindern und Älteren getrennt worden waren, wurden nach Bratunac transportiert. Später kamen zu dieser Gruppe auch Männer, die mit der Kolonne den kollektiven Fluchtversuch durch die Wälder unternommen hatten, von den bosnischen Serben jedoch gefangen genommen worden waren.
Fast alle bosniakischen Gefangenen wurden getötet. Manche wurden einzeln ermordet, andere in kleinen Gruppen bei ihrer Gefangennahme, wieder andere wurden an den Orten ihrer Internierung umgebracht. Die meisten wurden in sorgfältig geplanten und durchgeführten Massenexekutionen getötet, die am 13. Juli in der Region nördlich von Srebrenica begannen. Gefangene, die am 13. Juli nicht getötet wurden, wurden an Exekutionsstätten nördlich von Bratunac transportiert. Die umfangreichen Massenexekutionen im Norden fanden zwischen dem 14. und 17. Juli statt.

#### Rückzug
Am 21. Juli, als das Gebiet bereits mehrere Tage von den Streitkräften der Republika Srpska besetzt war, zog das Dutchbat ab. Die demütigende Verabschiedung und Beschimpfung des Kommandeurs der „Dutchbat III“ Oberstleutnant Thomas Karremans durch General Ratko Mladić wurde weltweit im Fernsehen übertragen. Bekannt wurde auch ein Foto, das Mladić und Karremans am Abend des 12. Juli 1995 bei einem gemeinsamen Trinkspruch festhält.

### EUFOR
Auf dem NATO-Gipfel in Istanbul wurde im Juni 2004 entschieden, die multinationale Stabilisierungsmission SFOR zur Unterstützung und Überwachung der Umsetzung des Dayton-Abkommens in Bosnien-Herzegowina Ende des Jahres 2004 zu beenden. Am 12. Juli 2004 beschloss der Rat der Europäischen Union die Entsendung einer Militärmission als zusätzliche Maßnahme neben den politischen Ansätzen, den Hilfsprogrammen sowie der Polizei- und Beobachtermission.
Ab dem 2. Dezember 2004 begann EUFOR seine bisher größte Mission mit 6.300 Soldaten. Sie hatte somit einen ähnlichen Personalumfang wie SFOR. Das EUFOR-Einsatzgebiet wurde in drei Bereiche eingeteilt. Die Multi-National Task Force (MNTF) North war mit etwa 1.300 Soldaten in Tuzla, die MNTF North West mit ungefähr 1.000 Soldaten in Banja Luka und die MNTF South East mit etwa 1.400 Soldaten in Mostar stationiert.
Das Dutchbat IV wurde im Rahmen der Operation Althea von Juli bis November 2005 als Teil der MNTF in Simin Han, östlich von Tuzla stationiert.

## Kontroverse in den Niederlanden
Die Rolle Karremans und die der niederländischen Blauhelm-Soldaten, die nicht entschieden einschritten, um die Deportationen in Srebrenica zu verhindern, ist bis heute umstritten: Kritiker werfen den niederländischen Blauhelmen vor, sie hätten Teile des Massakers mitbekommen und durch Nicht-Einschreiten geduldet. In diesem Zusammenhang wird auch von Beihilfe zu einem Kriegsverbrechen gesprochen. Diese Kritiker konstatieren ein Versagen des niederländischen Bataillons, dem sich gezielte Vertuschungsversuche niederländischer Militärs und Politiker anschlossen.
Andere Stellungnahmen betonen dagegen, dass die Soldaten vor Ort kaum Kenntnis von den Gräueln gehabt hätten, weil sie an entsprechenden Beobachtungen von den Einheiten der bosnischen Serben systematisch gehindert worden seien. Außerdem seien sie im Stich gelassen worden, obwohl sie mehrfach Luftunterstützung zum Schutz der Enklave und zu ihrer eigenen Sicherheit angefordert hatten. Dutchbat sei ferner durch die niederländische und internationale Politik mit dem Schutz der Bosniaken betraut worden, ohne dass ihnen dazu adäquate Mittel zur Verfügung gestanden hätten. Der kritische Report einer Kommission des Niederländischen Instituts für Kriegsdokumentation zur Rolle der niederländischen Blauhelme in Srebrenica wies auf das unklare Mandat hin, auf unzureichende Einsatzregeln, Ausbildungsmängel und mangelnde internationale Zusammenarbeit. Es wurde jedoch auch auf die Geiselnahme von 55 Soldaten des Dutchbat, den Tod eines Soldaten und unzureichende Verbindungen nach außen hingewiesen. Daraufhin trat die niederländische Regierung unter Wim Kok am 16. April 2002 zurück.
Begleitet von Protesten Überlebender, ehrte die niederländische Regierung am 4. Dezember 2006 ungefähr 500 Soldaten. Sie hätten seinerzeit einen „außerordentlich schwierigen Auftrag“ gehabt, so der niederländische Verteidigungsminister Henk Kamp. Nach 1995 seien sie jahrelang falschen Anschuldigungen ausgesetzt gewesen, jedoch mittlerweile durch offizielle Untersuchungen entlastet. Bosnien und Herzegowina protestierte auf diplomatischer Ebene gegen diese Ehrung. Angehörige von Massaker-Opfern und Überlebende aus Srebrenica sprachen bei Protestkundgebungen von einem „Genozid-Orden“. An der Demonstration in Sarajevo gegen die Auszeichnung der Soldaten beteiligte sich die Gesellschaft für bedrohte Völker (GfbV) und forderte in einem offenen Brief an Kamp und Ministerpräsident Jan Peter Balkenende eine Entschuldigung bei den Überlebenden von Srebrenica.
Fast 27 Jahre nach Srebrenica hat die niederländische Regierung für den Umgang mit den eigenen Soldaten eine Entschuldigung angeboten. Die Einheit Dutchbat III sei mit einem „unmöglichen Auftrag“ (Premier Mark Rutte) ins Kriegsgebiet geschickt worden.
Im Juli 2010 haben vier Opfer von Srebrenica, darunter der überlebende Dolmetscher Hasan Nuhanović und Verwandte des ermordeten Rizo Mustafic, eines muslimischen Elektrikers, beide während des Bosnienkrieges bei Dutchbat angestellt, eine Anzeige wegen „Völkermord und Kriegsverbrechen“ gegen Karremans, seinen Stellvertreter Major Rob Franken und Personalreferent Berend Oosterveen aufgegeben; sie seien für die Auslieferung einheimischer, muslimischer Angestellter von Dutchbat an die Serben verantwortlich. Am 5. Juli 2011 urteilte ein Berufungsgericht, dass die Niederlande für den Tod von drei Männern verantwortlich sind. Nach Ansicht der Richter müssen die Kommandeure von der Gefahr gewusst haben, der die drei Männer durch die Ausweisung aus dem Lager ausgesetzt wurden.
Am 6. September 2013 fällte der Hohe Rat der Niederlande das Urteil: Die Niederlande sind wegen des Versagens ihrer UNO-Truppen in Bosnien und Herzegowina für Morde an drei bosnischen Muslimen während des Massakers von Srebrenica haftbar. Hiermit wurde die Entscheidung der früheren Instanz aus dem Jahre 2012 bestätigt.